# Тонкоклювый жаворонок
Тонкоклювый жаворонок (лат. Calandrella acutirostris) — вид воробьиных птиц из семейства жаворонковых (Alaudidae). Обитает в Центральной и Южной Азии.

## Описание

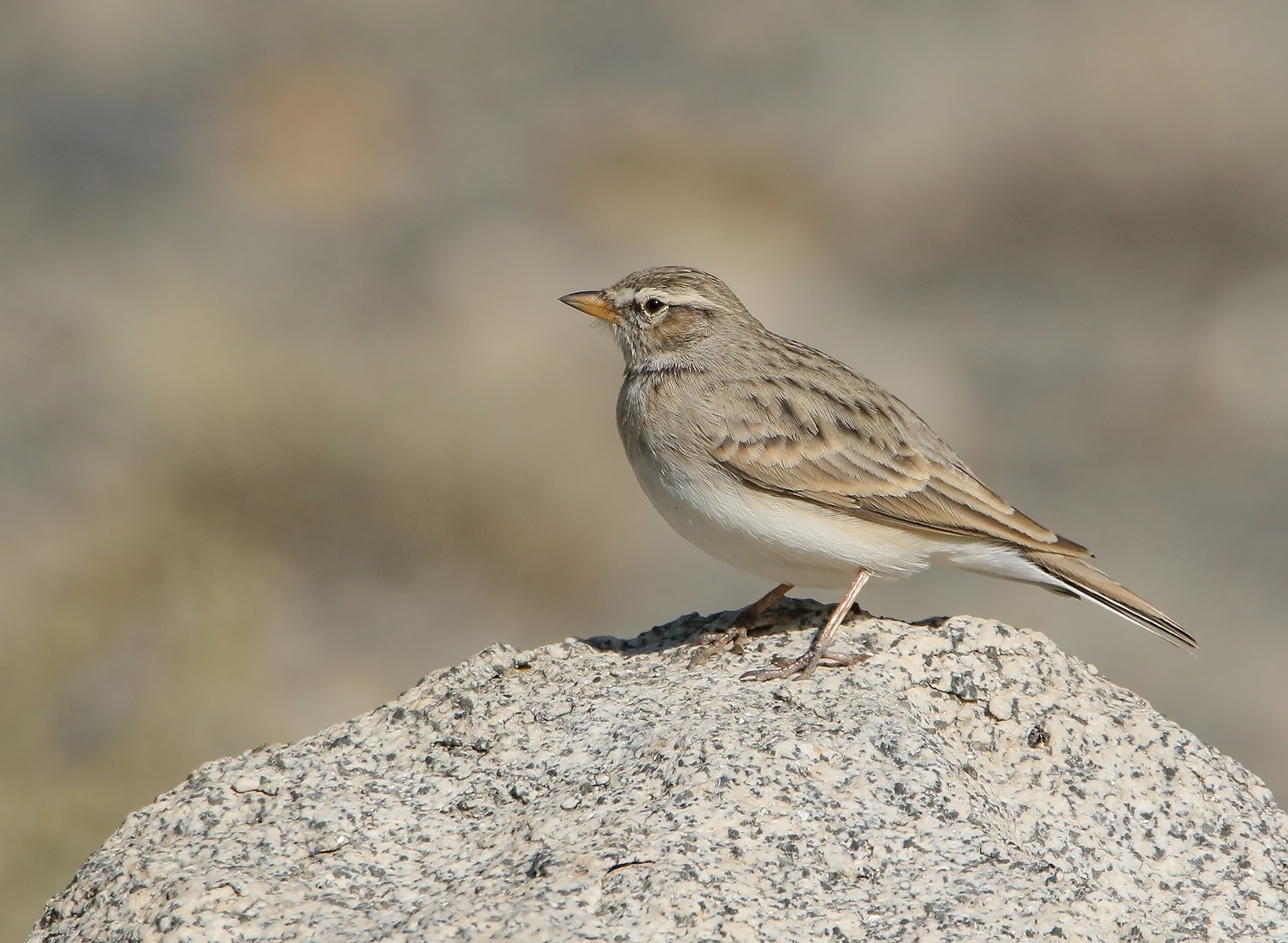
Тонкоклювый жаворонок

Длина птицы составляет 13-14 см, вес 18-23 г. Длина клюва составляет 13-15 мм. Виду не присущ половой диморфизм.
Верхняя часть тела светло-песчаная, охристо-серая или серовато-коричневая, темья и верхняя часть спины покрыта тонкими, тёмными продольными полосами, у некоторых особей на темени они отсутствуют. Надхвостье песчаное с розоватым оттенком. Маховые пера тёмно-серовато-коричневые с бледно-коричневыми краями, первостепенные и второстепенные покровные перья крыльев имеют широкие охристые или беловатые кончики, которые формируют на крыльях две светлые полосы, заметные в полёте. Хвост серовато-коричневый. Крайние рулевые перья имеют охристо-белые края.
Вокруг глаз беловатые кольца, через глаза идут тонкие тёмные полосы. Виски и щёки серовато-коричневые. Нижняя часть тела преимущественно беловатая, на груди по бокам имеются узкие тёмные пятна, нижняя часть груди и бока пепельные или охристые, слегка покрыты тёмными полосками. Радужки темно-карие, клюв желтовато-коричневый, лапы телесного цвета.

## Подвиды
Выделяют два подвида:
- C. a. acutirostris Hume, 1873 — от северо-восточного Ирана и восточного Казахстана до западного Китая;
- C. a. tibetana Brooks, 1880 — от северо-восточного Пакистана до Тибетского нагорья.

## Распространение и среда обитания
Тонкоклювые жаворонки гнездятся в Иране, Афганистане, Пакистане, Туркменистане, Узбекистане, Таджикистане, Казахстане, Кыргызстане, Китае, Индии, Непале и Бутане. Зимой они мигрируют в Южную Азию к югу от Гималаев. Тонкоклювые жаворонки живут в полупустынях, местах поросших кустарниками, травянистых степях и на каменистых горных плато, на высоте от 1000 до 5000 м над уровнем моря. Также они встречаются в заболоченных местностях, по берегам рек и озёр. Питаются семенами и насекомыми. Птицы иногда ищут пищу на мелководье. Самцы выполняют демонстрационные полеты, взлетая на высоту 20-50 м над землёй. Как и другие жаворонки, тонкоклювые жаворонки гнездятся на земле. В кладке 2 яйца весом 2,37 г. За птенцами ухаживают и самки, и самцы.